# Bestuurslagen per land in Australië en Oceanië
Dit is een overzicht van bestuurslagen per land en apart bestuurd gebied in Australië en Oceanië.
Dit overzicht maakt deel uit van een reeks van zes overzichten per werelddeel. De andere overzichten betreffen Afrika, Azië, Europa, Noord- en Midden-Amerika en Zuid-Amerika. Antarctica is ondanks de territoriale claims niet bestuurlijk ingedeeld en heeft geen bestuurslagen.

## Uitleg

Australië en Oceanië

In dit overzicht zijn opgenomen bestuurslagen van de feitelijk onafhankelijke staten in Australië en Oceanië (in ruime zin, dus inclusief Oost-Timor en delen van Indonesië), dat wil zeggen de internationaal erkende onafhankelijke staten (leden van de Verenigde Naties). Naast deze landen zijn ook een aantal afhankelijke gebieden en andere gebieden die geen integraal onderdeel zijn van een land, opgenomen.
Het overzicht bevat ook verwijzingen naar overzeese gebieden die volledig deel uitmaken van het moederland. Verwijzingen naar een andere entiteit in een van de overzichten worden voorafgegaan door een pijltje (→).
Per gebied wordt in een kleurenoverzicht iedere bestuurslaag vermeld. Onder een bestuurslaag wordt naast de centrale overheid van het gebied verstaan een territoriaal onderdeel van een land waar regels vastgesteld en/of beslissingen worden genomen over bepaalde gebieden en/of hun bewoners. Dat betekent dat de organen van een bestuurslaag hetzij regelgevende hetzij uitvoerende bevoegdheden hebben en vaak beschikken over eigen begrotingen. Bestuurlijke indelingen die louter administratief zijn of van statistische aard zijn daarom niet opgenomen. Evenmin zijn vrijwillige samenwerkingsverbanden van bestuurslagen opgenomen.

Indien een bestuurslaag louter gedeconcentreerde bevoegdheden wordt deze wel vermeld en daarbij cursief weergegeven. In de kleur van de bovenliggende bestuurslaag. 

Indien een deel van een land niet onder controle is van de centrale overheid wordt dat vermeld in een noot bij de landsnaam. Namen van federale eenheden en autonome deelstaten worden bij de bestuurslaag vermeld. Indien een land afhankelijke gebieden heeft (in welke vorm dan ook), worden deze ook bij het land vermeld, voor zover van toepassing met verwijzingen.
Van iedere bestuurslaag worden in de noten bij het overzicht indien beschikbaar het (staats)hoofd, de regeringsleider en de volksvertegenwoordiging en hun equivalenten vermeld. De bronnen van het overzicht worden vermeld direct na de noten in het overzicht.
De aanduidingen van de bestuurslagen en organen worden in het Nederlands en indien en voor zover beschikbaar in de nationale ambtstalen vermeld. Voor de Nederlandse aanduiding wordt in het algemeen een letterlijke vertaling gebruikt. Termen als county, borough en township worden niet in het Nederlands vertaald.
In de kleurenschema's worden de volgende kleuren gebruikt:
| bestuurslaag op federaal of centraal niveau                                                          |
| bestuurslaag op deelstaatsniveau, inclusief autonome deelstaten                                      |
| bestuurslaag op regioniveau                                                                          |
| bestuurslaag op lokaal niveau                                                                        |
| bestuurslaag op sublokaal niveau                                                                     |
| bestuurslaag op niveau van afhankelijk gebied                                                        |
| bestuurslaag met uitsluitend gedeconcentreerde rol hebben de kleur van de laag waar zij toe behoort. |

## Landen en gebieden

### Amerikaans-Samoa
Amerikaanse Samoa (Engels: American Samoa; Samoaans: Amerika Sāmoa) is een afhankelijk gebied van de →Verenigde Staten.
| Amerikaans-Samoa | districten           |
| Amerikaans-Samoa | ongeorganiseerd atol |
| Toelichting: 1. 2. 3. 4. |                      |
| Bronnen: - (en) Revised Constitution of American Samoa (bestuursinrichting, artikel V, sectie 10, over districten en county's) - (en) Definitions of Insular Area Political Organizations, U.S. Department of the Interior, Office of Insular Affairs - (en) Territories of the United States |                      |

### Ashmore- en Cartiereilanden
Het Territorium Ashmore- en Cartiereilanden (Engels: Territory of Ashmore and Cartier Islands) zijn als extern territorium (external territory) een bezitting van →Australië. 
De Ashmore- en Cartiereilanden worden geclaimd door →Indonesië. 

### Australië
Het Gemenebest Australië (Engels: Commonwealth of Australia) is een onafhankelijke en algemeen erkende federale monarchie.
| Gemenebest Australië | staten | lokaal bestuursgebieden |
| Gemenebest Australië | New South Wales, Queensland, Tasmanië, Victoria, West-Australië en Zuid-Australië                                       | onder staatsbestuur     |
| Gemenebest Australië | territoria Australisch Hoofdstedelijk Territorium                                                                       |                         |
| Gemenebest Australië | Noordelijk Territorium                                                                                                  | lokaal bestuursgebieden |
| Gemenebest Australië | onder territoriumbestuur                                                                                                |                         |
| Gemenebest Australië | Jervisbaaiterritorium                                                                                                   |                         |
| Gemenebest Australië | externe territoria Christmaseiland, Cocoseilanden en Norfolkeiland                                                      | lokaal bestuursgebieden |
| Gemenebest Australië | Ashmore- en Cartiereilanden, Australisch Antarctisch Territorium, de Heard en McDonaldeilanden en de Koraalzee-eilanden |                         |
| Toelichting: 1. 2. 3. 4. 5. 6. 7. 8. 9. 10. 11. 12. | |                         |
| Bronnen: - (en) Commonwealth of Australia Constitution Act (staatsinrichting, hoofdstuk 5 over de staten, artikel 122 over territoria) - (en) Report of the World Observatory on Subnational Government Finance and Investment: Australia, OECD/UCLG, 2019 - (en) Territories of Australia, Government of Australia (territoria, inclusief overzeese territoria) - (en) Commonwealth Local Government Handbook: Australia, Commonwealth Local Government Forum, 2018 - (en) Christmas Island, Legal framework and administration, Government of Australia - (en) Cocos (Keeling) Islands, Legal framework and administration, Government of Australia - (en) Norfolk Island, Government of Australia - (en) Local Government in Australia - (nl) Bestuurlijke indeling van Australië | |                         |

### Baker
Baker (Engels: Baker Island) staat als ongeorganiseerd ongeïncorporeerd territorium ( unorganized unincorporated territory) onder direct bestuur van de →Verenigde Staten. 

### Bonineilanden
De Subprefectuur Ogasawara (Japans: 小笠原支庁, Ogasawara-shichō), bekend als de Bonineilanden, maakt als subprefectuur (支庁, shichō) onderdeel van →Japan. 

### Chathameilanden
De Chathameilanden (Engels: Chatham Islands/Rehoku) zijn als territoriale autoriteit (territorial authority) onderdeel van →Nieuw-Zeeland. 

### Christmaseiland
Het Territorium Christmaseiland (Engels: Territory of Christmas Island) is als extern territorium (external territory) onderdeel van →Australië. 

### Clipperton
Clipperton (Frans: Île Clipperton) is als externe bezitting onderdeel van → Frankrijk. 

### Cocoseilanden
Het Territorium Cocoseilanden (Engels: Territory of Cocos (Keeling) Islands) is als extern territorium (external territory) onderdeel van →Australië. 

### Cookeilanden
De Cookeilanden (Engels: Cook Islands; Cookeilanden Maori: Kūki 'Āirani) is een geassocieerde staat in het →Realm Nieuw-Zeeland.
| Cookeilanden | Rarotonga |
| Cookeilanden | eilanden  |
| Toelichting: 1. 2. 3. |           |
| Bronnen: - (en) Cook Islands Constitution Act (staatsinrichting) - (en) Country Study Report Cook Islands 2004, Transparancy International, te vinden op Wayback (eilandraden) - (en) Realm of New Zealand |           |

### Driekoningeneilanden
De Driekoningeneilanden (Engels: Three Kings Islands) is als niet ingedeeld gebied (area outside territorial authority) een bezitting van →Nieuw-Zeeland. 

### Fiji
De Republiek Fiji (Engels: Republic of Fiji; Fijisch: Matanitu Tugalala o Viti; Fijisch-Hindoestani: फ़िजी गणराज्य, Fiji Gaṇarājya) is een onafhankelijke en algemeen erkende republiek.
| Republiek Fiji | divisies | provincies | districten | steden              |
| Republiek Fiji | divisies | provincies | districten | towns               |
| Republiek Fiji | divisies | provincies | districten | plattelandsgebieden |
| |          |            |            | afhankelijkheid     |
| Toelichting: 1. 2. 3. 4. 5. 6. 7. 8. 9. - De aanduiding town wordt niet in het Nederlands vertaald. |          |            |            |                     |
| Bronnen: - (en) Constitution of the Republic of Fiji (staatsinrichting) - (en) Commonwealth Local Government Handbook: Fiji, Commonwealth Local Government Forum, 2018 - (en) Local government in Fiji - (nl) Bestuurlijke indeling van Fiji |          |            |            |                     |

### Frans-Polynesië
Frans-Polynesia (Frans: Polynésie Française) is een afhankelijk gebied van →Frankrijk.
| Frans-Polynesië | bestuurlijke eenheden | gemeenten |
| Toelichting: 1. 2. 3. 4. |                       |           |
| Bronnen: - (nl) Verdrag betreffende de werking van de Europese Unie (werking, waarvan artikel 2 over de bevoegdheden van de Unie en de lidstaten en artikel 355 over de relatie van de Europese Unie met de landen en gebieden overzee). - (fr) Constitution de la République française (artikel 72 over collectiviteiten met een bijzondere status) - (fr) Les chefs de subdivisions administratives, Le Haut-Commissariat |                       |           |

### Galapagoseilanden
De Provincie Galapagos (Spaans: Provincia de Galápagos) is als provincie (provincia) onderdeel van →Ecuador. 

### Guam
Guam (Chamorro:  Guåhån; Engels: Guam) is een afhankelijk gebied van de →Verenigde Staten.
| Guam | dorpen |
| Toelichting: 1. 2. 3. |        |
| Bronnen: - (en) Organic Act of Guam (bestuursinrichting) - (en) Definitions of Insular Area Political Organizations, U.S. Department of the Interior, Office of Insular Affairs - (en) Territories of the United States - (en) Villages of Guam |        |

### Hawaï
De Staat Hawaï (Engels: State of Hawaii) is als staat (state) onderdeel van de →Verenigde Staten van Amerika. 

### Heard en McDonaldeilanden
Het Territorium Heard en McDonaldeilanden (Engels: Territory of Heard Island and McDonald Islands) is als extern territorium (external territory) onderdeel van →Australië. 

### Howland
Howland (Engels: Howland Island) staat als ongeorganiseerd ongeïncorporeerd territorium ( unorganized unincorporated territory) onder direct bestuur van de →Verenigde Staten. 

### Indonesië
De Republiek Indonesië (Indonesisch: Republik Indonesia) is een onafhankelijke en algemeen erkende republiek die grotendeels in Azië ligt. Zie het overzicht van Azië.

### Jarvis
Jarvis (Engels: Jarvis Island) staat als ongeorganiseerd ongeïncorporeerd territorium ( unorganized unincorporated territory) onder direct bestuur van de →Verenigde Staten. 

### Johnston
Johnston (Engels: Johnston Atoll) staat als ongeorganiseerd ongeïncorporeerd territorium ( unorganized unincorporated territory) onder direct bestuur van de →Verenigde Staten. 

### Kermadeceilanden
De Kermadeceilanden (Engels: Kermadec Islands) zijn als niet ingedeeld gebied (area outside territorial authority) een bezitting van →Nieuw-Zeeland. 

### Kingman
Kingman (Engels: Kingman Reef) staat als ongeorganiseerd ongeïncorporeerd territorium ( unorganized unincorporated territory) onder direct bestuur van de →Verenigde Staten. 

### Kiribati
De Republiek Kiribati (Engels: Republic of Kiribati; Kiribatisch: Ribaberikin Kiribati) is een onafhankelijke en algemeen erkende republiek.
| Republiek Kiribati | towns    |
| Republiek Kiribati | eilanden |
| Toelichting: 1. 2. 3. 4. - De aanduiding town wordt niet in het Nederlands vertaald. |          |
| Bronnen: - (en) Constitution of the Republic of Kiribati (staatsinrichting, artikel 117 over Banaba) - (en) Commonwealth Local Government Handbook: Kiribati, Commonwealth Local Government Forum, 2018 |          |

### Koraalzee-eilanden
Het Territorium Koraalzee-eilanden (Engels: Coral Sea Islands Territory) is als extern territorium (external territory) een bezitting van →Australië. 

### Marshalleilanden
De Republiek van de Marshalleilanden (Engels: Republic of the Marshall Islands; Marshallese: Aolepān Aorōkin M̧ajeļ) zijn een onafhankelijke en algemeen erkende republiek.
| Republiek van de Marshalleilanden | gemeenten |
| Toelichting: 1. 2. 3. |           |
| Bronnen: - (en) Constitution of the Republic of the Marshall Islands (staatsinrichting, hoofdstuk IX over lokaal bestuur) - (en) Marshall Islands System of Government Information, Pacific Islands Legal Information Institute |           |

### Micronesië
De Federale Staten van Micronesië (Engels: Federated States of Micronesia) is een onafhankelijke en algemeen erkende federale republiek.
De aanduidingen zijn in de ambtstaal Engels.
| Federale Staten van Micronesië | staten Yap, Chuuk, Pohnpei en Kosrae | gemeenten |
| Toelichting: 1. 2. 3. 4. |                                      |           |
| Bronnen: - (en) Constitution of the Federated States of Micronesia (staatsinrichting, artikel VII over staten en lokaal bestuur) - (en) About the Federated States of Micronesia, Visit Micronesia - (en) Constitution of Pohnpei (voorbeeld) - (en) Administrative divisions of the Federated States of Micronesia |                                      |           |

### Midway
Midway (Engels: Midway Island) staat als ongeorganiseerd ongeïncorporeerd territorium ( unorganized unincorporated territory) onder direct bestuur van de →Verenigde Staten. 

### Nauru
De Republiek Nauru (Nauruaans: Ripubrikin Naoero; Engels: Republic of Nauru) is een onafhankelijke en algemeen erkende republiek.
| Republiek Nauru |
| Toelichting: 1. 2. - Nauru is verdeeld in districten (tubwañin, district), maar deze lijken geen bestuurlijke rol te hebben. |
| Bron: - (en) Constitution of the Republic of Nauru (staatsinrichting)                                                        |

### Nieuw-Caledonië
Nieuw-Caledonië (Frans: Nouvelle-Calédonie) is een afhankelijk gebied van →Frankrijk.
| Nieuw-Caledonië | provincies | gemeenten |
| Toelichting: 1. 2. 3. 4. |            |           |
| Bronnen: - (nl) Verdrag betreffende de werking van de Europese Unie (werking, waarvan artikel 2 over de bevoegdheden van de Unie en de lidstaten en artikel 355 over de relatie van de Europese Unie met de landen en gebieden overzee). - (fr) Constitution de la République française (artikel 76-77 over Nieuw-Caledonië) - (fr) Loi n° 99-209 organique du 19 mars 1999 relative à la Nouvelle-Calédonie (artikel 1 over provincies) |            |           |

### Nieuw-Zeeland
Het Koninkrijk Nieuw-Zeeland (Engels: Realm of New Zealand; Maori: Aotearoa) is een onafhankelijke en algemeen erkende monarchie.
| Bestuurslagen in Nieuw-Zeeland | Bestuurslagen in Nieuw-Zeeland              | Bestuurslagen in Nieuw-Zeeland | Bestuurslagen in Nieuw-Zeeland | Bestuurslagen in Nieuw-Zeeland |
| --- | ------------------------------------------- | --- | ------------------------------ | ------------------------------ |
| Koninkrijk Nieuw-Zeeland | Nieuw-Zeeland                               | | steden                         | locaties                       |
| Koninkrijk Nieuw-Zeeland | Nieuw-Zeeland                               | |                                |                                |
| Koninkrijk Nieuw-Zeeland | Nieuw-Zeeland                               | districten |                                |                                |
| Koninkrijk Nieuw-Zeeland | Nieuw-Zeeland                               | gemeenschappen |                                |                                |
| Koninkrijk Nieuw-Zeeland | Nieuw-Zeeland                               | regio's | steden                         | steden                         |
| Koninkrijk Nieuw-Zeeland | Nieuw-Zeeland                               | regio's | districten                     |                                |
| Koninkrijk Nieuw-Zeeland | Nieuw-Zeeland                               | regio's | gemeenschappen                 |                                |
| Koninkrijk Nieuw-Zeeland | Nieuw-Zeeland                               | territoriale autoriteit |                                |                                |
| Koninkrijk Nieuw-Zeeland | Nieuw-Zeeland                               | gebied zonder territoriale autoriteit Driekoningeneilanden, Kermadeceilanden, Nieuw-Zeelandse Sub-Antarctische eilanden en Solandereilanden |                                |                                |
| Koninkrijk Nieuw-Zeeland | Nieuw-Zeeland                               | externe territoria →Tokelau |                                |                                |
| Koninkrijk Nieuw-Zeeland | Nieuw-Zeeland                               | Ross Dependency |                                |                                |
| Koninkrijk Nieuw-Zeeland | geassocieerde staten →Cookeilanden en →Niue | |                                |                                |
| Toelichting: 1. 2. 3. 4. 5. 6. 7. 8. 9. 10. 11. 12. 13. 14. 15. |                                             | |                                |                                |
| Bronnen: - (en) Constitution Act 1986 (staatsinrichting) - (en) Local Government Act 2002 - (en) Cook Islands Constitution Act (Cookeilanden) - (en) Niue Constitution Act 1974 (Niue) - (en) Commonwealth Local Government Handbook: New Zealand, Commonwealth Local Government Forum, 2018 - (en) Report of the World Observatory on Subnational Government Finance and Investment: New Zealand, OECD/UCLG, 2019 - (en) Realm of New Zealand (geassocieerde staten) |                                             | |                                |                                |

### Nieuw-Zeelandse Sub-Antarctische eilanden
De Nieuw-Zeelandse Sub-Antarctische eilanden (Engels: New Zealand Subantarctic Islands) zijn als niet ingedeeld gebied (area outside territorial authority) een bezitting van →Nieuw-Zeeland. 

### Niue
Niue (Engels: Niue) is een geassocieerde staat in het →Realm Nieuw-Zeeland.
| Niue | dorpen |
| Toelichting: 1. 2. 3. |        |
| Bronnen: - (en) Niue Constitution Act 1974 - (en) Niue Islands Village Council Ordinance 1967 - (en) Realm of New Zealand |        |

### Noordelijke Marianen
Het Gemenebest van de Noordelijke Marianen (Engels: Commonwealth of the Northern Mariana Islands) zijn een afhankelijk gebied van de →Verenigde Staten.
| Gemenebest van de Noordelijke Marianen | gemeenten |
| Toelichting: 1. 2. 3. |           |
| Bronnen: - (en) CNMI Constitution (bestuursinrichting, article VI over lokaal bestuur) - (en) Definitions of Insular Area Political Organizations, U.S. Department of the Interior, Office of Insular Affairs - (en) Territories of the United States |           |

### Norfolk
Het Territorium Norfolkeiland (Engels: Norfolk Island Territory; Norfuk: Teritrii a'  Norfuk Ailen) is als extern territorium (external territory) onderdeel van →Australië. 

### Oost-Timor
De Democratische Republiek Oost-Timor (Tetun: Republika Demokratika Timor Lorosa'e; Portugees: República Democrática de Timor-Leste) is een onafhankelijke en algemeen erkende republiek.
| Democratische Republiek Oost-Timor | gemeenten                | administratieve posten | dorpen |
| Democratische Republiek Oost-Timor | bijzondere bestuursregio | administratieve posten | dorpen |
| Toelichting: 1. 2. 3. 4. 5. 6. |                          |                        |        |
| Bronnen: - (pt) Constituição da República Democrática de Timor-Leste (staatsinrichting, artikel 5, 71 en 72 over deconcentratie, decentralisatie en de bijzondere bestuursregio) - (pt) Divisões Administrativas, Governo de Timor-Leste (gebruikt nog de oude termen districten en subdistricten. - (de) Verwaltungsgliederung Osttimors - (nl) Bestuurlijke indeling van Oost-Timor |                          |                        |        |

### Paaseiland
De Provincie Paaseiland (Rapa Nui: Rapa Nui; Spaans: Provincia de Isla de Pascua) is als provincie (provincia) onderdeel van →Chili. 

### Palau
De Republiek Palau (Engels: Republic of Palau; Palaus: Beluu ęr a Belau) is een onafhankelijke en algemeen erkende republiek.
| Republiek Palau                                                                                  | staten |
| Toelichting: 1. 2. 3.                                                                            |        |
| Bronnen: - (en) Constitution of the Republic of Palau (staatsinrichting, artikel XI over staten) |        |

### Palmyra
Palmyra (Engels: Palmyra Atoll) staat als ongeorganiseerd ongeïncorporeerd territorium ( unorganized unincorporated territory) onder direct bestuur van de →Verenigde Staten. 

### Papoea-Nieuw-Guinea
De Onafhankelijke Staat Papoea-Nieuw-Guinea (Engels: Independent State of Papua New Guinea; Tok Pisin: Independen Stet bilong Papua Niugini) is een onafhankelijke en algemeen erkende monarchie.
| Papoea-Nieuw-Guinea | nationaal hoofdstedelijk district | nationaal hoofdstedelijk district | nationaal hoofdstedelijk district |
| Papoea-Nieuw-Guinea | provincies                        | districten                        | lokale besturen                   |
| Papoea-Nieuw-Guinea | autonome regio                    | districten                        | lokale besturen                   |
| Toelichting: 1. 2. 3. 4. 5. 6. 7. |                                   |                                   |                                   |
| Bronnen: - (en) Constitution of the Independent State of Papua New Guinea (staatsinrichting, deel I divisie 1 over het Nationaal Hoofdstedelijk District en de provincies, deel VIA over provinciaal en lokaal bestuur, deel XIV over Bougainville) - (en) Autonomous Bougainville Government - (en) Commonwealth Local Government Handbook: Papua New Guinea, Commonwealth Local Government Forum, 2018 |                                   |                                   |                                   |

### Pitcairneilanden
De Pitcairn-, Hendersob-, Ducie- en Oenoeilanden (Engels: Pitcairn, Henderson, Ducie and Oeno Islands) is een afhankelijk gebied van het →Verenigd Koninkrijk.
| Pitcairn, Henderson, Ducie and Oeno Eilanden |
| Toelichting: 1. 2. |
| Bronnen: - (en) Global Britain and the British Overseas Territories: Resetting the relationship, House of Commons Foreign Affairs Committee 21 februari 2019 - (en) Pitcairn Constitution Order 2010 |

### Rotuma
Rotuma (Engels: Rotuma Island) is als afhankelijkheid (dependency) onderdeel van →Fiji. 

### Salomonseilanden
De Salomonseilanden (Engels: Solomon Islands) is een onafhankelijke en algemeen erkende monarchie.
| Salomonseilanden |            | stad |
| Salomonseilanden | provincies |      |
| Toelichting: 1. 2. 3. 4. |            |      |
| Bronnen: - (en) Constitution of the Solomon Islands (staatsinrichting, artikel 114 over provincies en Honiara Stad) - (en) Commonwealth Local Government Handbook: Solomon Islands, Commonwealth Local Government Forum, 2018 |            |      |

### Samoa
De Onafhankelijke Staat Samoa (Engels: Independent State of Samoa; Samoaans: Malo Sa'oloto Tuto'atasi o Sāmoa) is een onafhankelijke en algemeen erkende republiek.
| Onafhankelijke Staat Samoa | districten | dorpen |
| Toelichting: 1. 2. 3. 4. |            |        |
| Bronnen: - (en) Constitution of the Independent State of Samoa (staatsinrichting) - (en) Commonwealth Local Government Handbook: Samoa, Commonwealth Local Government Forum, 2018 - (en) About Samoa, Government of Samoa (districten en dorpen) |            |        |

### Solandereilanden
De Solandereilanden (Engels: Solander Islands) zijn als niet ingedeeld gebied (area outside territorial authority) een bezitting van het district Southland van →Nieuw-Zeeland. 

### Tokelau
Tokelau (Engels: Tokelau) is een extern territorium van →Nieuw-Zeeland.
| Tokelau | dorpen |
| Toelichting: 1. 2. 3. |        |
| Bronnen: - (en) Realm of New Zealand - (en) Government of Tokelau - (en) Tony Angelo and Talei Pasikale: Tokelau, a History of Government, Council for the Ongoing Government of Tokelau |        |

### Tonga
Het Koninkrijk Tonga (Tongaans: Pule'anga Fakatu'i 'o Tonga; Engels: Kingdom of Tonga) is een onafhankelijke en algemeen erkende monarchie.
| Koninkrijk Tonga | bestuursdivisies | districten | towns |
| Toelichting: 1. 2. 3. 4. 5. - De aanduiding town wordt niet in het Nederlands vertaald. |                  |            |       |
| Bronnen: - (en) Constitution of the Kingdom of Tonga (staatsinrichting) - (en) District and Town Officers Act[dode link] - (en) Commonwealth Local Government Handbook: Tonga, Commonwealth Local Government Forum, 2018 |                  |            |       |

### Tuvalu
Tuvalu (Tuvaluaans: Tuvalu; Engels: Tuvalu) is een onafhankelijke en algemeen erkende monarchie.
| Tuvalu | districten |
| Toelichting: 1. 2. 3. |            |
| Bronnen: - (en) Constitution of Tuvalu (staatsinrichting) - (en) Commonwealth Local Government Handbook: Tuvalu, Commonwealth Local Government Forum, 2018 |            |

### Vanuatu
De Republiek Vanuatu (Bislama: Ripablik Blong Vanuatu; Engels: Republic of Vanuatu; Frans: République du Vanuatu) is een onafhankelijke en algemeen erkende republiek.
| Republiek Vanuatu | provincies             | gemeenten |
| Republiek Vanuatu | onder provinciebestuur |           |
| Toelichting: 1. 2. 3. 4. |                        |           |
| Bronnen: - (en) Constitution of the Republic of Vanuatu (staatsinrichting, artikel 82 en 83 over lokaal bestuur) - (en) Commonwealth Local Government Handbook: Vanuatu, Commonwealth Local Government Forum, 2018 |                        |           |

### Wake
Wake (Engels: Wake Island) staat als ongeorganiseerd ongeïncorporeerd territorium ( unorganized unincorporated territory) onder direct bestuur van de →Verenigde Staten.
Wake wordt geclaimd door de →Marshalleilanden. 

### Wallis en Futuna
De Collectiviteit Wallis en Futuna (Frans: Collectivité de Wallis-et-Futuna) is een afhankelijk gebied van →Frankrijk.
| Collectiviteit Wallis en Futuna | koninkrijken |
| Toelichting: 1. 2. 3. |              |
| Bronnen: - (nl) Verdrag betreffende de werking van de Europese Unie (werking, waarvan artikel 2 over de bevoegdheden van de Unie en de lidstaten en artikel 355 over de relatie van de Europese Unie met de landen en gebieden overzee). - (fr) Constitution de la République française (staatsinrichting, artikel 72 en 75 over overzeese collectiviteiten) |              |

## Algemene bronnen
- (en) Constitute met een overzicht van grondwetten wereldwijd
- (en) Constitutions, Legislationsonline met toegang tot grondwetten van de lidstaten van de Organisatie voor Veiligheid en Samenwerking in Europa (OVSE/OSCE)
- (en) Country profiles: regional facts and figures, OECD met een beschrijving van het bestuur in de lidstaten van de Organisatie voor Economische Samenwerking en Ontwikkeling (OESO/OECD).
- (en) Subnational Governments Around the World, Country Profiles, OECD met schematisch overzicht van lokaal bestuur in lidstaten van de OESO en andere landen
- (en) Local and Regional Government in Europe. Structures and Competences, Council of European Municipalities, 2011 met een overzicht van regionaal en lokaal bestuur in Europa
- (en) Commonwealth Local Government Handbook and individual country profiles, Commonwealth Local Government Forum met beschrijvingen van lokaal bestuur in de lidstaten van het Gemenebest
- (en) The Hunger Project. Participatory Local Democracy, country profiles, The Hunger Project met beschrijvingen van lokale democratie van veel landen in de wereld
- (en) factsanddetails.com, Jeff Hays met informatie over bestuur in landen in Azië
- (en) Country Codes Collection, International Organization for Standardization met per land een overzicht van het eerste decentrale niveau